# Sobral Pichorro
Sobral Pichorro é uma localidade portuguesa do Município de Fornos de Algodres, na antiga província da Beira Alta, região do Centro e sub-região da Serra da Estrela, que foi sede da extinta Freguesia de Sobral Pichorro, freguesia que tinha 8,99 km² de área e 208 habitantes (2011), e, por isso, uma densidade populacional de 23,1 hab/km².
A Freguesia de Sobral Pichorro foi extinta em 2013, no âmbito de uma reforma administrativa nacional, para, em conjunto com a Freguesia de Fuinhas, formar uma nova freguesia denominada União das Freguesias de Sobral Pichorro e Fuinhas da qual é a sede.
A Freguesia de Sobral Pichorro era constituída por duas povoações: Sobral Pichorro (sede) e Mata (a sul), chamada antigamente Quinta da Mata Gata.

## Brasão[2]
Brasão — escudo de vermelho, 

três parras de ouro alinhadas em faixa,

entre pichorro de prata realçado de negro e 

oliveira de prata arrancada e folhada do mesmo e frutada de ouro.
 
Coroa mural de prata de três torres.

Listel branco, com a legenda a negro: “SOBRAL PICHORRO”.

## População
| Nº de habitantes | Nº de habitantes | Nº de habitantes | Nº de habitantes | Nº de habitantes | Nº de habitantes | Nº de habitantes | Nº de habitantes | Nº de habitantes | Nº de habitantes | Nº de habitantes | Nº de habitantes | Nº de habitantes | Nº de habitantes | Nº de habitantes | Nº de habitantes |
| ---------------- | ---------------- | ---------------- | ---------------- | ---------------- | ---------------- | ---------------- | ---------------- | ---------------- | ---------------- | ---------------- | ---------------- | ---------------- | ---------------- | ---------------- | ---------------- |
| Censo            | 1864             | 1878             | 1890             | 1900             | 1911             | 1920             | 1930             | 1940             | 1950             | 1960             | 1970             | 1981             | 1991             | 2001             | 2011             |
| Habit            | 498              | 615              | 672              | 666              | 656              | 704              | 632              | 665              | 694              | 560              | 437              | 330              | 273              | 227              | 208              |
| Varº             |                  | +23%             | +9%              | -1%              | -2%              | +7%              | -10%             | +5%              | +4%              | -19%             | -22%             | -24%             | -17%             | -17%             | -8%              |

|     | 0-14 anos | 15-24 anos | 25-64 anos | 65 e + anos |
| Hab | 23 \| 15  | 23 \| 17   | 100 \| 91  | 81 \| 85    |
| Var | -35%      | -26%       | -9%        | +5%         |

## Património
- Igreja de Nossa Senhora da Graça (Sobral Pichorro) ou Igreja Matriz de Sobral Pichorro

- Santo Cristo e Ns da Graça

- Capela de Santo Cristo ou Capela do Senhor do Pé da Cruz

Monumento Religioso do Século XIV / XV de estilo Românico, Gótico e Manuelino
- Capela dos Girões ou Capela do Seminário